# Нестернянська сільська рада
Нестерня́нська сільська́ ра́да — адміністративно-територіальна одиниця та орган місцевого самоврядування в Вовчанському районі Харківської області. Адміністративний центр — село Нестерне.

## Загальні відомості
- Нестернянська сільська рада утворена в 1919 році.
- Територія ради: 54,499 км²
- Населення ради: 309 осіб (станом на 2001 рік)
- Територією ради протікає річка Вовча.

## Населені пункти
Сільській раді підпорядковані населені пункти:
- с. Нестерне
- с. Дегтярне
- с. Кругле
- с. Піщане
- с. Шабельне

## Склад ради
Рада складається з 12 депутатів та голови.
- Голова ради:
- Секретар ради: Чепорушко Інна Олексіївна

### Керівний склад попередніх скликань
| Прізвище, ім'я, по батькові | Основні відомості                                                         | Дата обрання | Дата звільнення |
| --------------------------- | ------------------------------------------------------------------------- | ------------ | --------------- |
| Шеремет Марія Михайлівна    | Сільський голова, 1954 року народження, освіта вища, позапартійна         | 26.03.2006   | 31.10.2010      |
| Шеремет Марія Михайлівна    | Сільський голова, 1954 року народження, освіта вища, член Партії регіонів | 31.10.2010   | 25.07.2014      |

Примітка: таблиця складена за даними сайту Верховної Ради України

### Депутати
За результатами місцевих виборів 2010 року депутатами ради стали:

#### За суб'єктами висування
| Суб'єкт висування                                       | Кількість обраних депутатів | %    |
| ------------------------------------------------------- | --------------------------- | ---- |
| Партія регіонів                                         | 11                          | 91,7 |
| Політична партія Всеукраїнське об'єднання «Батьківщина» | 1                           | 8,3  |

#### За округами
| № округу                                                | Прізвище, ім'я, по батькові      | Дата визнання обраним | Освіта             | Партійна приналежність                        | Відомості про обраного депутата                         |
| ------------------------------------------------------- | -------------------------------- | --------------------- | ------------------ | --------------------------------------------- | ------------------------------------------------------- |
| Партія регіонів                                         |                                  |                       |                    |                                               |                                                         |
| 1                                                       | Приходько Зоя Григорівна         | 02.11.2010            | середня спеціальна | член Партії регіонів                          | Нестернянський фельдшерсько-акушерський пункт, фельдшер |
| 2                                                       | Лапченко Катерина Василівна      | 02.11.2010            | середня            | член Партії регіонів                          | пенсіонер                                               |
| 3                                                       | Панченко Зоя Антонівна           | 02.11.2010            | середня            | член Партії регіонів                          | пенсіонер                                               |
| 4                                                       | Сідаш Марія Юхимівна             | 02.11.2010            | середня            | член Партії регіонів                          | пенсіонер                                               |
| 5                                                       | Сідаш Світлана Олександрівна     | 02.11.2010            | середня спеціальна | член Партії регіонів                          | СТОВ АФ «Хлібороб», секретар                            |
| 7                                                       | Набока Андрій Дмитрович          | 02.11.2010            | вища               | член Партії регіонів                          | СТОВ АФ «Хлібороб», завідувач гаражу                    |
| 8                                                       | Резніченко Вікторія Борисівна    | 02.11.2010            | середня            | член Партії регіонів                          | СТОВ АФ «Хлібороб», кухар                               |
| 9                                                       | Красноруцька Марія Миколаївна    | 02.11.2010            | середня            | член Партії регіонів                          | СТОВ АФ «Хлібороб», працівник                           |
| 10                                                      | Чепорушко Інна Олексіївна        | 02.11.2010            | вища               | член Партії регіонів                          | Нестернянська сільська рада, головний бухгалтер         |
| 11                                                      | Меленець Микола Михайлович       | 02.11.2010            | вища               | член Партії регіонів                          | СТОВ АФ «Хлібороб», головний інженер                    |
| 12                                                      | Павлюченко Людмила Олександрівна | 09.01.2011            | середня            | член Партії регіонів                          | СТОВ АФ «Хлібороб», комірник                            |
| Політична партія Всеукраїнське об'єднання «Батьківщина» |                                  |                       |                    |                                               |                                                         |
| 6                                                       | Красноруцька Вікторія Дмитрівна  | 09.01.2011            | середня            | член Всеукраїнського об'єднання «Батьківщина» | Приватний магазин «Мрія», продавець                     |